# Myrmarachne vestita
Myrmarachne vestita là một loài nhện trong họ Salticidae.
Loài này thuộc chi Myrmarachne. Myrmarachne vestita được Tord Tamerlan Teodor Thorell miêu tả năm 1895.